# Петачато
Петачато (итал. Petacciato) је насеље у Италији у округу Кампобасо, региону Молизе.
Према процени из 2011. у насељу је живело 2858 становника. Насеље се налази на надморској висини од 230 м.

## Становништво
| 1931. | 1936. | 1951. | 1961. | 1971. | 1981. | 1991. | 2001. | 2011. |
| ----- | ----- | ----- | ----- | ----- | ----- | ----- | ----- | ----- |
| 2.193 | 2.649 | 3.170 | 2.769 | 2.845 | 3.072 | 3.236 | 3.406 | 3.638 |